# محوطه خرجام
محوطه خرجام مربوط به دوران‌های تاریخی پس از اسلام است و در شهرستان آبیک، روستای خوزنان واقع شده و این اثر در تاریخ ۲۵ اسفند ۱۳۸۰ با شمارهٔ ثبت ۵۴۵۷ به‌عنوان یکی از آثار ملی ایران به ثبت رسیده است.